# Žalm 114
Žalm 114 („Když vyšel Izrael z Egypta“) je biblický žalm. V překladech, které číslují podle Septuaginty, se jedná o první část 113. žalmu.

## Užití v liturgii
V židovské liturgii je žalm podle siduru součástí tzv. Halelu, jenž je recitován po Amidě v rámci ranní modlitby při slavnostních příležitostech, k nimž patří především poutní svátky, ale též Chanuka či Roš chodeš.